# Makar
Makar (nep. माकर) – gaun wikas samiti w zachodniej części Nepalu w strefie Lumbini w dystrykcie Nawalparasi. Według nepalskiego spisu powszechnego z 2001 roku liczył on 4003 gospodarstw domowych i 20594 mieszkańców (10512 kobiet i 10082 mężczyzn).